# HPA (学校)

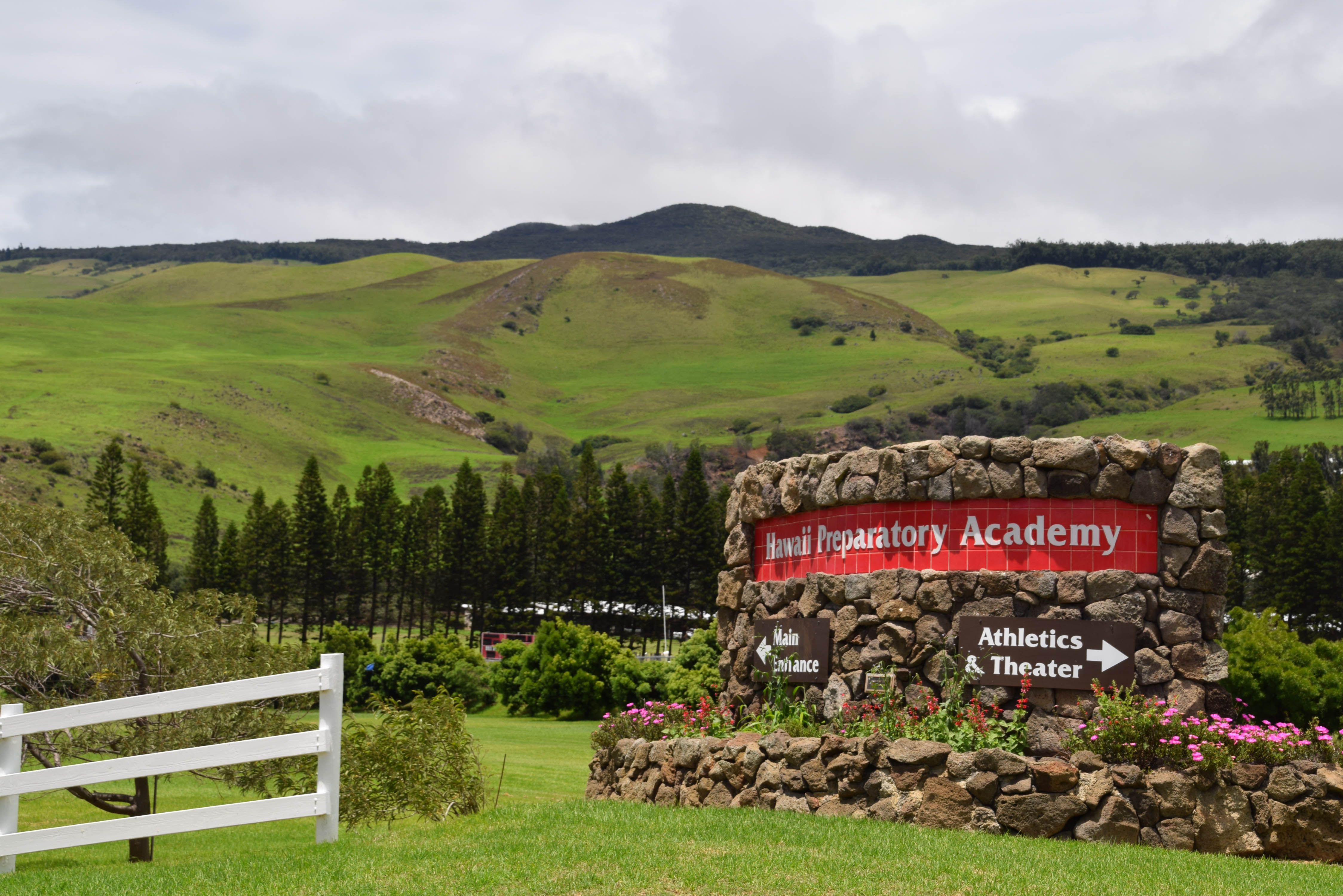
Hawaii Preparatory Academyのアッパーキャンパスで

HPAは英語: Hawaii Preparatory Academy（ハワイ・プレパラトリー・アカデミー）の略で、アメリカ合衆国ハワイ州ハワイ島にある幼稚園からハイスクールまでの学校。 

## 概要
Hawaii Preparatory Academy、略称HPAは、アメリカ合衆国ハワイ州ハワイ島北部のワイメアにある男女共学の、幼稚園（K学年）からハイスクール（12学年）までの私立学校ある。世界各地からの生徒が、寮生活をして学んでいる。  

## 歴史
1949年に米国聖公会のもと主教のハリー・ケネディー（Harry Kennedy） などにより創立され、1954年にはコネチカット州のチョウトスクール（Choate School）から移ったJames M. Taylorにより基礎が築かれた。1958年には現在のワイメアの地に55エーカーの土地を買い、1976年には現在のヴィレッジ・キャンパス（Village Campus）をヴィレッジ・インから買い、1980年代にはアッパー・キャンパス（Upper Campus）の土地をパーカー牧場から買い、さらなる発展を遂げた。 

## 交通

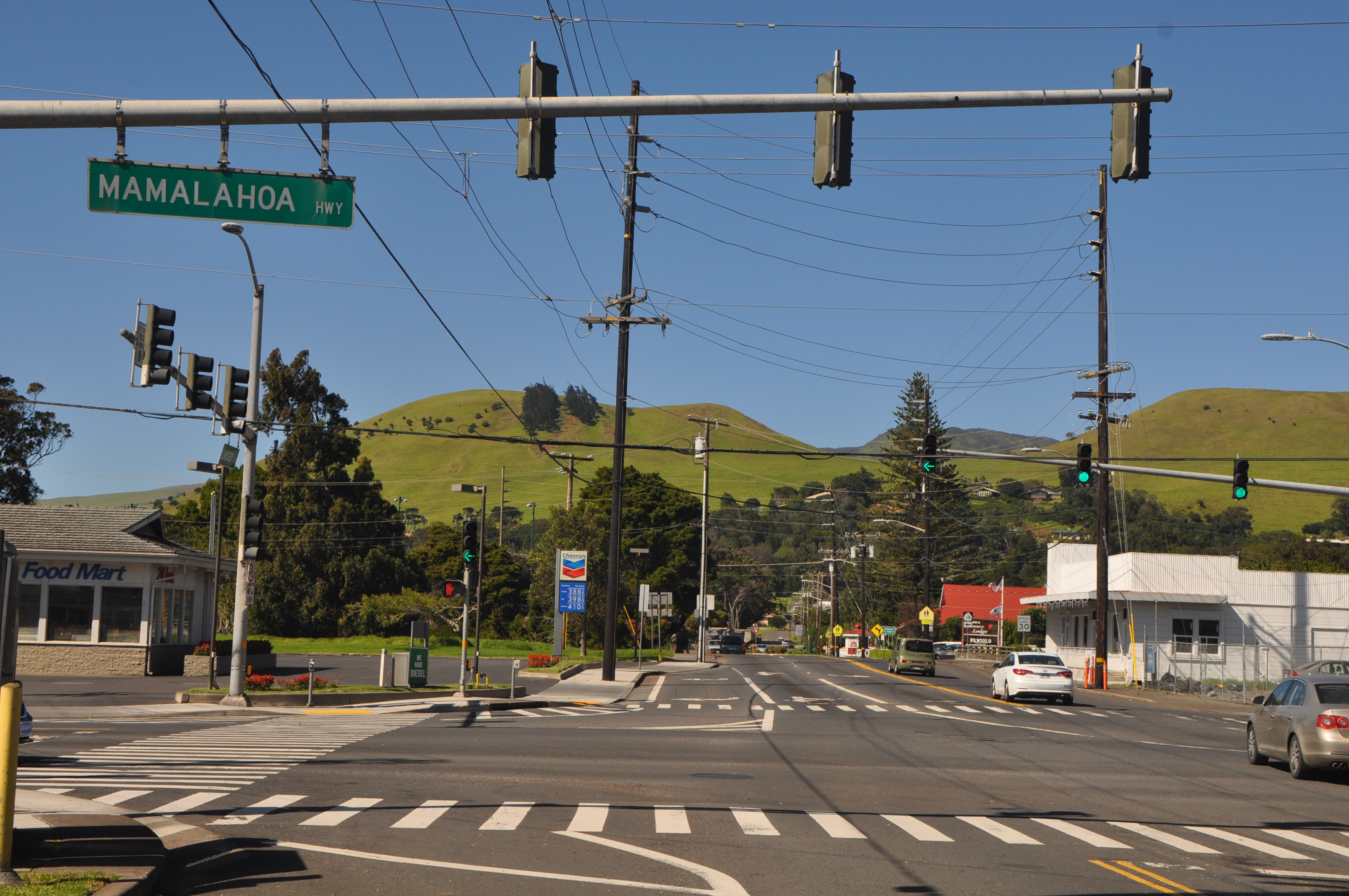
ワイメアの静かな主要交差点で。左がハワイ州道190号線。右および正面奥がハワイ州道19号線で、正面奥へ行くとハヴィ方面へ250号線がある。

ハワイ島ワイメアで、カワイハエへ向かう19号線（ハワイ・ベルトロードの一部）を西へ行くとすぐ右側にヴィレッジ・キャンパス（K-8学年）があり、そこからさらに西へ行き、ハヴィへ向かうハワイ州道250号線へ入るとすぐ右手にアッパー・キャンパス（9-12学年と寮）がある。 

## 写真集

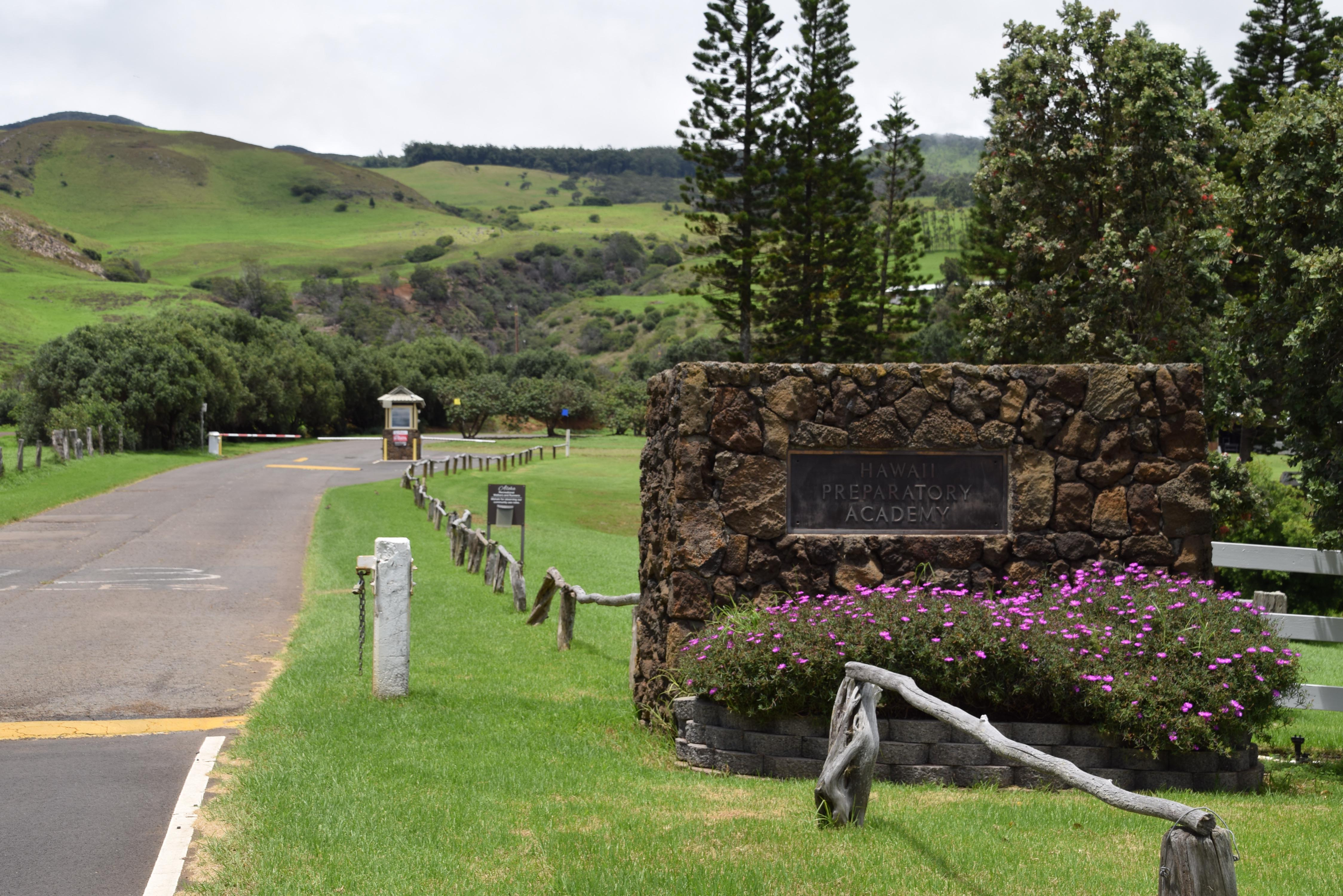
HPAアッパー・キャンパス正門
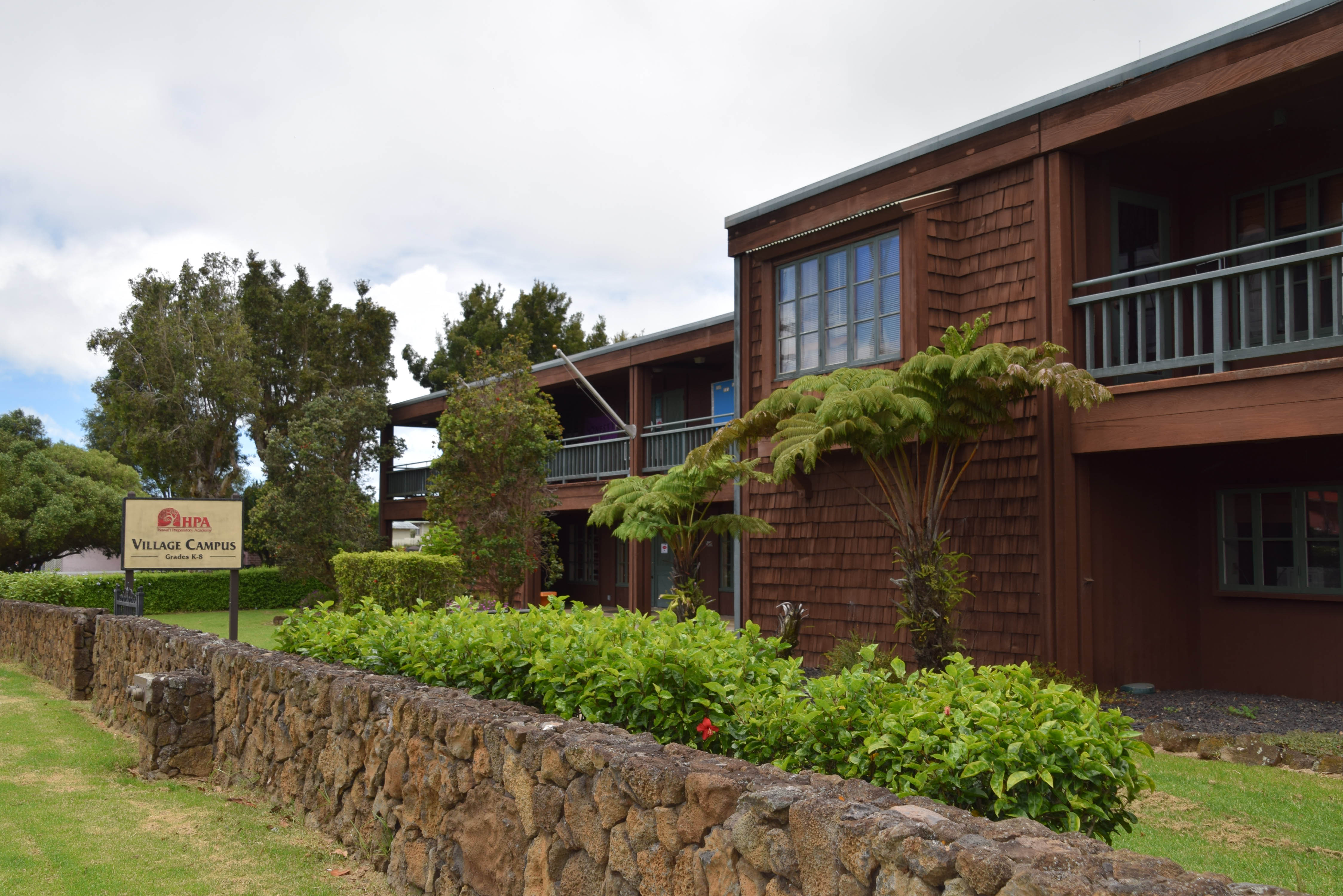
HPAヴィレッジ・キャンパス

## 関連文献
- Billingsley, W. of Hawaii, by Geolabs Hawaii, Inc., dated June 30, 2008.• Geotechnical Engineering Exploration, Upper Campus Site Improvements, Hawaii Preparatory Academy, Waimea, Island of Hawaii.
- Smith, C. (1998). The effect of VOG on the respiratory systems of Hawaii Preparatory Academy students.